# Saint-Exupéry, Gironde
Saint-Exupéry är en kommun i departementet Gironde i regionen Nouvelle-Aquitaine i sydvästra Frankrike. Kommunen ligger i kantonen La Réole som tillhör arrondissementet Langon. År 2022 hade Saint-Exupéry 169 invånare.

## Befolkningsutveckling
Antalet invånare i kommunen Saint-Exupéry
Referens:INSEE